# Augusta Preitinger
Juliana Augusta "Guus" Preitinger, más névalakban Guus van Dongen (Köln, 1878. október 18. – Párizs, 1946. január 21.) német születésű holland festő, ki életének nagyját Párizsban töltötte. Kees van Dongen (1877–1968) festő felesége, akivel egy fiuk és egy lányuk is született – végül 1921-ben váltak el. Modernista festőként futott be karriert.

## Fiatalkora és tanulmányai
1878-ban született Köln városában. Élete korai szakaszában családja Rotterdamba költözött, s felvették a holland állampolgárságot. Gyerekként megmutatkozott tehetsége, ezért családja arra biztatta, folytasson művészeti tanulmányokat.
Férjét, Kees van Dongent a rotterdami akadémián ismerte meg, mindketten festészetet tanultak. Közösen Párizsba költöztek.

## Karrierje festőként
Preitinger Párizsban futott be festői karriert – 1921-ben a Galerie Artes galériában mutatták be képeit.

## Családja és magánélete
Kees van Dongen és Augusta Preitinger 1901. július 11-én kötöttek házasságot Párizsban. Elsőszülött gyermekük, a fiúk, születése után két nappal elhunyt a pár házassága évének decemberében. Lányuk, a „Dolly” becenevet viselő Augusta 1905. április 18-án született.
1905-ben a család a montmartre-i Bateau-Lavoir-ba költözött, ahol szomszédjai lettek Pablo Picassonak és társának, Fernande Olivier-nek. A két pár baráti kapcsolatot alakított ki.
1914 nyarán Preitinger és Dolly Rotterdamba utaztak családlátogatás okán. Az első világháború kitörése miatt azonban 1918-ig nem tudtak visszatérni Párizs városába. Eddigre Kees van Dongen új párkapcsolatot kezdett egy férjezett előkelőséggel, Léa Alvin divatigazgatóval; Preitinger és van Dongen 1921-ben vált el végül.

## Galéria

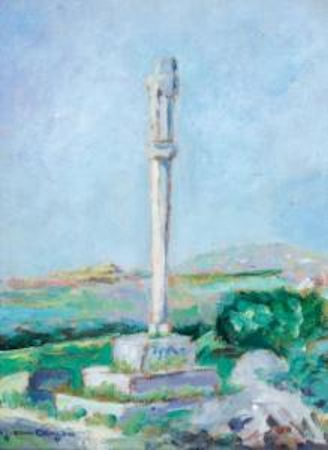
Calvaire de Saint Golgon à Trégastel
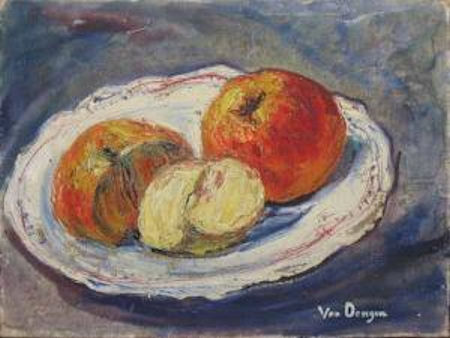
Assiette de pommes
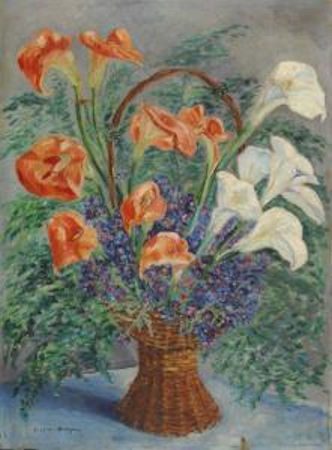
Corbeille de fleurs

## Fordítás
- Ez a szócikk részben vagy egészben  az   Augusta Preitinger című angol Wikipédia-szócikk ezen változatának fordításán alapul.  Az eredeti cikk szerkesztőit annak laptörténete sorolja fel. Ez a jelzés csupán a megfogalmazás eredetét és a szerzői jogokat jelzi, nem szolgál a cikkben szereplő információk forrásmegjelöléseként.